# Promagistratura
Nell'antica Roma, era detto promagistrato (dal latino pro magistratus) chi agiva con l'autorità e la capacità di un magistrato, senza però detenere in quel momento una magistratura.

## Storia
L'innovazione giuridica della Repubblica romana fu che la promagistratura venne creata per dare a Roma la possibilità di avere un numero sufficiente di governatori nelle province invece di dover eleggere altri magistrati ogni anno. I promagistrati erano eletti in seguito ad un senatus consultum; e come tutti gli atti del Senato, queste funzioni non erano del tutto legali e potevano essere sostituiti in sede di assemblee romane, ad esempio, come accadde con Quinto Cecilio Metello Numidico che venne sostituito da Gaio Mario durante la guerra giugurtina.
I promagistrati erano normalmente sia i proquestori (agendo al posto dei questori), i propretori (al posto dei pretori) e i proconsoli (al posto dei consoli). Un promagistrato aveva identica autorità del magistrato equivalente, disponeva dello stesso numero di littori, e generalmente deteneva un potere autocratico all'interno della sua provincia, fosse territoriale o diversamente. I promagistrati, di solito, avevano già ricoperto la carica nella quale operavano, sebbene ciò non fosse obbligatorio.
Si dovrebbe citare qui anche il procuratore, carica originariamente ricoperta con funzioni di gestione finanziaria in una provincia romana, posizione che venne ricoperta da personale senza potere magistrale fino a Claudio, il quale attorno alla metà degli anni 40, consentì loro di amministrare le province.
L'istituzione delle promagistrature furono la conseguenza del fatto che i Romani preferirono non creare nuovi magistrati ordinari per amministrare i loro possedimenti d'oltremare (province romane). Di conseguenza, adottarono la pratica di nominare personale che potesse agire per conto e con le stesse capacità (pro) di un normale magistrato (magistratus), un promagistrato era letteralmente un sostituto. Successivamente, quando Gneo Pompeo Magno ottenne l'imperium proconsulare per combattere contro Quinto Sertorio, il Senato specificò che era stato posto in carica non al posto di un console (pro consule), ma a nome dei consoli (pro consulibus).
Il concetto giuridico romano di imperium era che un magistrato "imperiale" o un promagistrato aveva autorità e competenza assoluta sul suo ufficio; un promagistrato con imperium aveva perciò il potere e l'autorità di governare una provincia, allo stesso modo di un governatore provinciale; infatti la parola provincia si riferiva sia alla carica ricoperta dal governatore, sia alla giurisdizione ad al territorio dallo stesso governato. Un governatore provinciale aveva una quasi totale ed illimitata autorità, e spesso poteva estorcere ingenti somme di denaro dalla popolazione provinciale; aveva anche la totale immunità da procedimenti giudiziari durante il suo mandato. Divenne così abbastanza comune per i governatori provinciali, cercare di essere continuamente eletti in una carica, per evitare eventuali processi per estorsione o corruzione. Due esempi famosi sono quelli di Gaio Verre e Lucio Sergio Catilina.